# 塔米·杰克逊
塔米·杰克逊（英語：Tammy Jackson，1962年12月3日—），生于佛罗里达州蓋恩斯維爾，美国前女子篮球运动员。她曾随国家队获得1990年女子篮球世锦赛冠军和1992年夏季奥运会女子篮球比赛铜牌。